# Yoshiyuki Sakamoto
Yoshiyuki Sakamoto (født 30. maj 1972) er en tidligere japansk fodboldspiller.
Han har spillet for flere forskellige klubber i sin karriere, herunder Yokohama Flügels.